# Scrophularia gracilis
Scrophularia gracilis är en flenörtsväxtart som beskrevs av Ralph Anthony Blakelock. Scrophularia gracilis ingår i släktet flenörter, och familjen flenörtsväxter. Inga underarter finns listade i Catalogue of Life.